# Lego Digital Designer
Lego Digital Designer is een computerprogramma van LEGO waarmee Lego-ontwerpen kunnen worden gemaakt. Het programma, verspreid als freeware, is geschikt voor Windows en Mac.
Het programma beschikt over virtuele Legoblokken waarmee digitaal een ontwerp kan worden gemaakt. Deze ontwerpen konden op de website van Lego worden gepubliceerd en vervolgens worden gekocht.